# Suva (forsikringsselskab)
Suva (Schweizerische Unfallversicherungsanstalt) er et schweizisk forsikringsselskab. Selskabet blev etableret i 1918, og det havde monopol på obligatorisk dækning af højrisikoansatte.
Suva har 4.200 ansatte.